# Lumières radicales
Pour les articles homonymes, voir Lumière (homonymie).
Les Lumières radicales (en anglais Radical Enlightenment) sont une sous-branche des Lumières qui catégorise certains penseurs et écrivains de la deuxième moitié du XVIIe siècle jusqu'au milieu du XVIIIe siècle. Il s'agit d'un syntagme historiographique destiné à une meilleure compréhension de la cohésion doctrinale de certaines Lumières. La thèse selon laquelle il existe ce pôle de penseurs « extrêmes » dans leurs critiques du régime monarchique et des rouages du pouvoir fondé sur le droit divin, est portée dans le milieu universitaire depuis les années 1990. Margaret Jacob et Jonathan Israel en sont les deux principaux concepteurs. La recherche de la radicalité vise une relecture générale des Lumières fondée sur la notion de « Lumières radicales » empruntée à Margaret Jacob.
Ce mouvement philosophique et intellectuel qui émerge dans le milieu du XVIIe siècle serait porté par les philosophes comme Spinoza, Hobbes et Bayle.
L'influence de leurs écrits aurait été déterminante dans les grands événements révolutionnaires de la fin du XVIIIe siècle. Contre l'histoire officielle et ramassée sur les quelques décennies précédant la Révolution française, la théorie qu'il y aurait eu un mouvement radical montre un décentrage géographique, historique et intellectuel.

## Émergence, développements, chronologie historiques
C'est la période 1650-1750 qui formerait le cœur des Lumières. Jonathan Israel affirme que les développements des Lumières après 1750 ne sont « qu’une consolidation, une vulgarisation et un commentaire des concepts révolutionnaires introduits précédemment ». Il justifie son choix d'avoir comme point de départ non pas la Révolution anglaise, mais « plutôt les révolutions philosophique et scientifique des années 1650, 1660, 1670, l'impact de Descartes, de Hobbes, et de Spinoza. C'est la distinction croissante entre le naturel et le surnaturel, entre raison et superstition, entre philosophie et théologie qui constitue le véritable point de départ des Lumières radicales en tant que mouvement intellectuel ».
Les études de Jonathan Israel sont à la fois une synthèse encyclopédique et un essai engagé. Elles marquent une date dans l’historiographie des Lumières. Ce professeur d'histoire moderne d'Europe rend compte d'un ensemble de travaux qui se donnent l'objectif de repenser la charge subversive des Lumières.
Les sources des Lumières radicales sont les libertins érudits (ce que démontrent les travaux de Jean-Pierre Cavaillé,), les sceptiques (travaux de Gianni Paganini), et une profusions d'écrits clandestins, surtout diffusés largement à partir de 1760 (travaux de Ira Wade à Princeton sur la littérature philosophique clandestine).

## Thématiques
Les Lumières « radicales » sont antireligieuses, antimonarchiques et anti-aristocratiques. Elles combattent intellectuellement les oppressions religieuses et politiques, l’irrationnel, l’arbitraire, l’obscurantisme et la superstition de leur temps et des siècles passés.
Les Lumières radicales est un terme générique appliqué à divers courants, les courants de : républicanisme, clandestinité, déisme non-providentiel, panthéisme, hobbesianisme, cartésianisme radical, spinozisme, socinianisme, et franc-maçonnerie.
Il en ressort que les Lumières radicales se définissent par :
- une hostilité à tout compromis entre la philosophie et la religion ;
- un matérialisme intransigeant fondé sur la thèse spinoziste de l’unité de la substance ;
- une vision purement rationaliste et mathématisée du monde ;
- des convictions républicaines et démocratiques ;
- le refus des inégalités, que celles-ci soient sociales, de race, ou de genre.

### Un athéisme ou un panthéisme doublé d'un matérialisme
Une des caractéristiques des Lumières dites « radicales » est le système de pensée qui reposait sur le matérialisme, dans une définition générale du matérialisme qui incluait Spinoza et son monisme. L'idée est ici qu'il n'existe pas un univers spirituel et un univers matériel, mais seulement un univers sensible et matériel.
Ce matérialisme peut-être athée (Diderot, d'Holbach), mais est compatible avec certaines formes de christianisme unitarien, plus spécifiquement avec les amis sociniens de Spinoza, tels que Jebb[Lequel ?], Priestley, Price, et Wollstonecraft.

### Vision du droit
Les auteurs des lumières radicales sont favorables à une morale universelle, produite par la raison, et qui est celle qui optimise le mieux la vie en société. Elle est fondée sur le respect de l'autre, de sa liberté, de ses droits. Les droits humains universels en découlent et sont les fondements d'un droit démocratique et rationnel.

#### Pensée naturaliste, républicaine et égalitaire
Les pensées de Spinoza et de Bayle donnent forme à un corps de pensée naturaliste, athée, républicaine et égalitaire, tels que Boulainvilliers, Meslier, Du Marsais, Fréret en France; John Toland, Anthony Collins, Matthew Tindal en Angleterre; Friedrich Wilhelm Stosch, Theodor Ludwig Lau, Johann Christian Edelmann en Allemagne.

#### Idéal de la liberté de philosopher
Dans le Traité théologico-politique, Spinoza défend une liberté de philosopher dans l'État, qui ne connaisse pas une censure arbitraire. Cette liberté ne se limite pas aux élites, mais doit s'étendre à tous, grâce en particulier à un idéal d'éducation universel et indépendant de la religion.
Les lumières "modérées" (Voltaire, Turgot, Adam Smith), au sens ou les définies Jonathan Israël) sont au contraire en faveur d'une nette distinction entre la liberté de philosopher, qui est nécessaire à la bonne administration de l'état, et les libertés civiles ou politiques pour tous, qui sont un danger latent pour l'ordre social.

## Acteurs et portée
Margaret Jacob, puis Jonathan Israel après elle, situent les Lumières radicales à l'origine des Lumières et traversant le mouvement des Lumières, et distinguent ensuite des Lumières modérées voire conservatrices. Jonathan Israel liste les auteurs qui pourraient être classés comme ayant porté la « pensée radicale » :
France : Bayle (« excepté dans sa ligne politique »), Fontenelle, Boulainvilliers, Tyssot de Patot, Lahontan, Fréret, Meslier, Du Marsais, Lévesque de Burigny, Boureau-Deslandes, de Maillet, Mirabaud, d'Argens, Boindin, Rousset de Missy, Jean-Frédéric Bernard, Bruzen de La Martinière, Vauvenargues, Buffon, Diderot, D'Alembert, Helvétius, La Beaumelle, Boulanger, Morelly, Mably, D'Holbach, Jean-Jacques Rousseau (uniquement dans son rejet des hiérarchies, mais pas dans son hostilité au matérialisme ou à la pleine liberté d'expression), et La Mettrie (dans sa pensée matérialiste mais non dans sa ligne politique ou sa théorie morale.)
Hollande : le prédécesseur Spinoza pour van den Enden, Koerbagh, Lodewijk Meyer, les frères de La Court, Cuffeler, Beverland, van Balen, Walten, van Leenhof, et Mandeville.
Angleterre : Richard Price, Collins, Bolingbroke, Joseph Priestley.
Italie : Pietro Giannone, Paolo Mattia Doria, Antonio Schinella Conti, Radicati, et Giambattista Vico (penseur très contesté quant au fait qu'il soit un penseur catholique).
Il y a aussi un petit cercle de penseurs et écrivains allemands.

## Différents pôles des Lumières radicales
Quatre courants seraient à l’origine des Lumières : « un courant newtonien, un courant néo-cartésien, un courant leibnizien et un courant spinoziste ou radical, mais c’est ce dernier qui aurait joué un rôle moteur dans la dynamique qui a présidé au renouveau intellectuel de la période, les autres courants réagissant au spinozisme. ».
C'est à  partir d'eux que se composent des pôles en fonction de leur rapport à l’ordre ancien. Jonathan Israel sépare trois pôles : un pôle « radical-spinoziste », un pôle « modéré » cherchant le compromis entre les Lumières et la société d’Ancien Régime et enfin un pôle « conservateur », mais influencé par les Lumières. Cet argument repose sur une vision du champ philosophique comme « un continuum de positions homogènes allant du conservatisme au radicalisme en passant par la modération. ».

### Pôle spinoziste-radical
Jonathan Israel apporte la thèse qui est la plus controversée dans le débat scientifique sur les Lumières radicales. Selon lui, Spinoza serait l'« onde de choc » des Lumières, l'inspirateur du mouvement qui se serait ensuite répandu dans toute l'Europe occidentale. En France, Paul Vernière a aussi travaillé sur l'importance du spinozisme dans le mouvement français des Lumières.
« Ce qui caractérise la « radicalité » des spinozistes, c’est leur refus absolu de la révélation et le fait qu’ils s’appuient exclusivement sur la raison pour analyser les faits naturels, politiques et sociaux. Le dualisme cartésien de la matière et de l’esprit est rejeté. L’univers ne forme qu’une seule substance dont la pensée est une des manifestations. Cette radicalité implique un rejet du compromis avec les autorités religieuses, intellectuelles, politiques ou sociales. »
Son principe est la « substance unique » où Dieu est en tout (panthéisme spinozien) car « Dieu est la nature. Dieu vu comme immanent suppose une métaphysique lourde en présupposés. Cette position sur Dieu est exposée dans son Éthique. Cette idée deviendra centrale au siècle des Lumières.
Spinoza était considéré comme un juif hétérodoxe par ses amis, comme un athée par ses détracteurs, mais lui-même exposa une doctrine sur la béatitude entraînée par la connaissance de Dieu, et la qualifia de béatitude du sage.
La doctrine politique de Spinoza est d'abord l'idée qu'aucune entité ne fait autorité sinon la raison humaine dont l'usage permet de maîtriser les affects qui traversent le corps et l'esprit humain.
Un des premiers débats qui séparent les héritiers radicaux du spinozisme des conservateurs et des lumières modérés porte donc sur la place de la providence divine et du changement social. Dans une optique spinoziste, dieu n'intervient pas, et les sociétés humaines sont donc le produit de nos choix. Pour des athées  comme d'Holbach, l'approche est la même. A l'inverse, pour les philosophes modérés qui croient à la providence divine, le monde existe comme une création divine.
La conséquence de cette divergence n'est pas que religieuse, elle est politique et sociale. Pour les héritiers de Spinoza (bien plus que chez lui) l'organisation sociale n'est qu'un produit humain et peut-être remise en cause à l'aune de la morale et de la raison, y compris en contestant tout l'ordre établi. Les modérés considèrent au contraire que la société existante doit être réformée mais n'en reste pas moins une volonté divine dont l’essence doit être préservée.

### Pôle des Lumières «modérées»
Les philosophies de Leibniz  de Locke ou de Wolff sont des réponses « modérées » au spinozisme.
Le monde est voulu par Dieu, et Dieu ne peut vouloir le mal. Nous vivons donc dans un monde que nous pouvons sans doute améliorer, mais ce monde reste le meilleurs possible. De la position de départ religieuse découlent donc des conséquences sociales et politiques importantes (plutôt réticentes à des changements trop importants), qui vont progressivement fracturer les positions politiques au sein des lumières.

### Pôle des Lumières «consensuelles» ou «conservatrices»
Les Lumières « conservatrices » visaient à maintenir la domination de l'aristocratie et de la Cour sur la société.
Les principales sont : Montesquieu, Voltaire, Turgot, Frédéric le Grand, Hume, Ferguson, Adam Smith, Edmund Burke, Reimarus, Möser et Rehberg.
Jonathan Israel exlue Hobbes, Hume et Voltaire des Lumières radicales sur l'argument qu'ils « ne voyaient pas en la 'raison' le fondement d'une réforme urgente à grande échelle et qu'ils préféraient fonder leur orientation politique (rétrospectivement) sur l'absolutisme royal, la tradition, et sur une société dominée par l'aristocratie ». Voltaire est d'ailleurs très hostiles aux développements du "philosophismes" (lumières radicales) et se plaint de l'impact délétère du livre Système de la nature de D'Holbach. Israël indique d'ailleurs que sa position est très hostile sur le plan politique et social (il ne croit pas à une société fondée sur l'égalité des droits), alors même qu'il adhère discrètement à certains des arguments matérialistes du livre.

### Controverses
Israël considère que si les idées exprimées par les penseurs radicaux dans leurs livres doivent être étudiées, il faut aussi s'intéresser aux innombrables débats qui animent la période, et qui voient des camps se former. A ce titre il présente en détail toute une série de controverses, particulièrement vives à partir de la fin des années 1760 qui opposent modérés et radicaux : 
- croyance à un univers spirituel et à la providence divine contre matérialisme (athée ou unitarien)[18].
- Souhait de maintenir un ordre social (même réformé) basé sur le triptyque Monarchie, Religion et Noblesse, contre volonté de les abolir[19].
- Acceptation d'un rôle particulier de la noblesse et parfois de l'esclavage (Locke) contre souhait d'abolir tous privilèges de naissance, y compris l'esclavage (Diderot, Brissot, D'Holbach)[19].
- Croyance à une complémentarité entre providence divine et raison, contre croyance à la raison seule comme source d'une société harmonieuse[18].
- Croyance en des morales particulières à chaque peuple, produites par l'histoire et la religion (Voltaire, David Hume) contre croyance en une morale universelle appuyée sur la raison et indispensable pour bien administrer une société via le respects de droits fondamentaux limitant le recours à la violence[20].
- Acceptation de la guerre comme un fait de société inévitable, contre croyance que des sociétés démocratiques seront par nature moins portées à la guerre (les citoyens votant la guerre sont aussi les premiers à en souffrir)[21].
- Volonté de limiter le pouvoir royal sans remise en cause fondamentale de l'ordre social contre « fanatisme démocratique » (attaque d'Edmund Burke contre Richard Price et Joseph Priestley[22]).

## Expansion de la pensée radicale
Les philosophes constituaient des réseaux et communiquaient par lettres.
Parce qu’ils critiquaient l’ordre établi, les philosophes étaient poursuivis par les autorités et devaient recourir à la clandestinité pour la circulation de leurs thèses.
Les philosophes luttaient généralement moins contre le pouvoir royal que contre l’hégémonie ecclésiastique et nobiliaire.
Dans Les Lumières radicales. La Philosophie, Spinoza et la naissance de la modernité (1650-1750), Jonathan Israel consacre la cinquième partie à « la progression clandestine des Lumières radicales 1680-1750 ».

### Académies, bibliothèques et loges
Les loges francs-maçonniques, groupement à vocation humaniste et initiatique, concentre tous les caractères des Lumières : elle est théiste, tolérante, libérale, humaniste, sentimentale. Mais elles ne constituent pas de manière homogène le foyer de la radicalité des Lumières.
Margaret Jacob considère que « L'historiographie des Lumières reste vague en ce qui concerne la franc-maçonnerie. » Jonathan Israel affirme que : « Il n'y a aucun rapport inhérent entre les Lumières radicales et la franc-maçonnerie. Les francs-maçons pouvaient être indifféremment radicaux, modérés ou réactionnaires (ex. : les partisans des anti-Lumières) avec autant d'aisance et de facilité. »

### Stratégies contournant la censure
Dès l'origine, les textes radicaux ont souvent été clandestins ou au moins anonymes, mais sans en freiner la diffusion.
Ainsi, le Traité théologico-politique (1660) a été publié anonymement par Spinoza, mais on l'a très vite identifié comme son auteur.
À compter de 1770, deux livres vont particulièrement marquer le paysage intellectuel des lumières radicale, et connaissent un immense succès d'édition (multiples traductions, multiples éditions) : le système de la nature de d'Holbach, et l'histoire des deux Indes de l'abbé Raynal (œuvre collective où collaborent entre autres Diderot et d'Holbach).
Ces deux œuvres, rapidement condamnées mais largement diffusées sous le manteau en Europe occidentale, sont suivies d'un flot de libelles plus ou moins clandestins, qui vont se multiplier au cours des années 1770 et 1780, attaquant de façon permanente les fondements idéologiques, sociaux et religieux des sociétés traditionnelles.

## Critiques et défenses

### Critiques de la notion de lumières radicales
La position de Jonathan Israel connaît des controverses sur les limites de certains de ses critères requis pour mériter la qualité de « radical ». L’équivalence qu’établit J. Israel entre une catégorie classique de l’histoire de la philosophie (le spinozisme), et une catégorie historiographique (les Lumières radicales) est au cœur des discussions. En effet, certains chercheurs comme Antoine Lilti remettent en question la possibilité que le spinozisme, ou plus généralement un matérialisme radical, ait été la seule base théorique permettant de concevoir et de promouvoir au XVIIIe siècle le droit des femmes, l’émancipation des juifs ou encore l’abolition de l’esclavage.
Il est supposé une cohérence des positions radicales. Une cohérence qui présuppose de manière sous-jacente qu'une « ontologie moniste et matérialiste impliquait nécessairement des positions sociales et politiques radicales : républicanisme démocratique, égalité des sexes, liberté d’expression, anticolonialisme ».
« L’athéisme ou le panthéisme spinoziste sont-ils nécessairement égalitaires et démocratiques dans la période des Lumières ? [...] les athées déchristianisateurs sont-ils forcément les révolutionnaires les plus égalitaires ? On peut en douter. Les contre-exemples peuvent être multipliés : Boulainvilliers, présenté comme un républicain radical n’est pas démocrate (ce qu'Israël concède volontiers d’ailleurs), d’Holbach, athée radical est très éloigné de l’égalitarisme et encore plus de l’antimonarchisme. La pensée athée peut très bien s’accommoder d’une conception aristocratique de la société qui considère que la crédulité des masses est un fait de nature. Enfin a contrario, l’égalitarisme et le républicanisme de Rousseau ne l’empêchent pas de développer une conception de la religion tout à fait opposée à celle du cercle holbachique, cela fait-il pour autant de Rousseau un « modéré » ? »
Pour ceux qui critiquent la notion de Lumières « radicales », celles-ci tiendraient plutôt d'un concept sociopolitique (un ensemble de critique virulentes) que d'une cohérence idéologique. C'est donc la multitude des "radicalités" (dans les contenus, les méthodes, les principes, etc.) qui s'imposerait, plutôt qu'un projet cohérent.

### Défense de l'existence des lumières radicales
Dans Une révolution des esprits (Éditions Agone, 2017), Israël réponds aux critiques sur le périmètre des "lumières radicales", sur plusieurs plans :

« Les philosophes qui contestaient l'exploitation de l'humanité par l'alliance du trône et de l'autel étaient, le plus souvent, ceux-là mêmes qui niaient l'existence d'une divinité [...] Si des penseurs excluent des domaines du droit et de la morale toute référence à des commandements divins ou à une autorité religieuse, ils sont contraints (sauf à tomber dans un immoralisme anarchique) de suivre Spinoza, autrement dit : de redéfinir les règles morales sur la base d'un universalisme séculier, de considérer le bien commun d'une manière strictement non théologique, de traiter tous les humains à égalité, de prôner la tolérance envers tous et une totale liberté d'expression. Ainsi, entre le rejet de toute autorité religieuse et le combat contre la tyrannie monarchique, la domination aristocratique et les privilèges ecclésiastiques, le lien n'était pas juste occasionnel ou accidentel : il était tant dans les faits que du point de vue philosophique, indénouable. »

Par ailleurs, Israel pose clairement Rousseau non comme un radical mais comme un de leurs adversaires. Son hostilité à toute division au sein de la société le conduit à la fois à un égalitarisme qui peut le rapprocher des radicaux (quoique souvent de façon plus extrême encore), mais son anti-intellectualisme, son hostilité au matérialisme, sa méfiance vis-à-vis d'une totale liberté d'expression (facteur de division) ou vis-à-vis de l'éducation l'amènent à des positions très spécifiques qui ne permettent pas de le classer dans les lumières radicales, pas plus que dans les lumières modérées. Il est un acteur à part, dont l'influence sera d'ailleurs énorme pendant l'épisode montagnard. A ce titre les montagnards rejetteront d'ailleurs violemment ceux qu'Israël classe dans les radicaux : Brissot (exécuté), Condorcet (mort en prison) ou Diderot, déjà décédé et qualifié d'aristocrate et d'ennemi de Rousseau (les deux hommes s'étaient brouillés).
De plus, Jonathan Israël confirme que Pierre Bayle et Spinoza ne sont pas eux-mêmes des révolutionnaires au sens de la fin du XVIIIe siècle. Par contre ils sont régulièrement cités (et de façon appuyée) par les philosophes radicaux et par leurs adversaires des années 1770 et 1780 comme étant à l'origine des démarches radicales. A ce titre, les perceptions des acteurs eux-mêmes doivent être prises en compte.
Enfin, Israël propose une approche par les controverses. Il considère en effet que l'influence des philosophes politiques de l'époque (quels que soient leurs tendances) ne s'est faite que partiellement sentir par des lectures directes. Ce sont surtout les polémiques, parfois très vives, qui ont popularisé (parfois déformé), les idées qui s'affrontaient. Ces polémiques sont passées par les discussions de salon, les procès, les autodafés de livres, les lettres (dont certaines ont été conservées), les libelles et les tracts (qui se multiplient). Elles ont été vives pendant les 20 années précédant la révolution française, et sont également bien présentent à travers d'autres pays (Grande-Bretagne, Pays-Bas, Allemagne). Et dans ce domaine, les controverses ont vu s'affronter de façon répétitives deux camps assez cohérents : d'un côté (parfois sous pseudonymes) : Holbach, Diderot, Richard Price, Priestley, Helvétius, Paine, Condorcet (ou leurs partisans) et de l'autre les lumières modérées : David Hume, Voltaire, Frédéric II de Prusse (très actif intellectuellement à travers ses lettres), Turgot, etc. L'opposition en deux camps mène à considérer qu'il faut bien distinguer deux approches de plus en plus opposées dans les lumières tardives. Pour l'auteur, c'est le succès intellectuel total des lumières vers la fin du XVIIIe siècle, et le manque de réforme concrètes associées, qui entraine la radicalisation de certains et plus tard la rupture entre intellectuels et militants. L'approche d'Israël n'est de ce point de vue pas totalement opposée à ceux qui voient dans les lumières radicales un certain manque de cohérence. S'il insiste sur l'existence de cette famille, c'est plus dans le domaine des débats concrets de l'époque (où ils sont toujours dans le même camps) que sur une totale similarité des positions.

### Les Lumières radicales sont-elles la source première des Révolutions?
Jonathan Israël considère qu'il serait absurde de détacher la virulente propagande démocratique et anti-religieuse des années 1770 et 1789 des révolutions (américaine, néerlandaise et française) de ces mêmes années. Il critique donc une certaine tendance à ne voir dans ces révolutions que les produits de situations particulières sans vraies bases idéologiques.
Sans nier ces situations particulières, il convient pour lui de regarder l'influence idéologique des acteurs qui animent ces révolutions, et qui puisent abondement dans les textes soit des lumières modérées, soit des lumières radicales.
Pour l'auteur, il y a également une différence nette entre la situation 1789-1793, où les acteurs "radicaux" (Brissot, Condorcet) prennent en France progressivement l'avantage sur les modérés, et la période de la terreur, où ces radicaux sont chassés du pouvoir et souvent éliminés par les montagnards, beaucoup plus proches du rousseauisme, et souvent très hostiles aux radicaux comme Diderot (ostracisé par la terreur comme adversaire de Jean-Jacques Rousseau), Brissot ou Nicolas de Condorcet.
Rousseau est en effet un philosophe très à part : proche des radicaux dans les années 1750, il leur devient de plus en plus hostile (en particulier à Diderot). S'il accepte leur rejet de la noblesse et de la monarchie, il n'accepte pas l'éducation généralisée (facteur de dégénérescence), la liberté absolue d'expression (facteur de division) et encore moins le matérialisme et l'athéisme, qui l'horrifient.
Sa position le place donc à distance, et des modérés (du fait de son égalitarisme), et des radicaux, et nourrira la double hostilité de la Montagne_(Révolution_française) aux héritiers des philosophies radicale ou modérée des lumières.

### Note
1. ↑  Et d'après Israel « il manqua lui-même un temps d’être aspiré dans l’orbite de la pensée radicale[14]. »